# RV MTA Oruç Reis
 (mars 2021).
Le RV MTA Oruç Reis est un navire océanographique turc appartenant à la Direction générale de la recherche et de l'exploration minérales d'Ankara et exploité par sa division pour l'exploration géophysique sous-marine dans les eaux peu profondes.

## Caractéristiques
Le MTA Oruç Reis a été construit par le MTA au chantier naval maritime d'Istanbul à Tuzla, le 24 avril 2012. Il a été lancé en mer le 28 mars 2015, et a été nommé ainsi en l'honneur d'Oruç Reis (1474-1518). Le navire mesure 87 m de long, a une largeur de 23 m, une maître-bau de 8 m et un tirant d'eau de 6 m. Évalué à 4 575 GT et un tonnage de déplacement de 4 867 t, le navire a une vitesse maximale de 17 nœuds (31 km/h). Il est propulsé par quatre moteurs Diesel 12V de 2 520 kW construits par la compagnie ABC. L'équipage est constitué de 27 membres plus 28 scientifiques.
Après l'achèvement des tests en avril 2017, il a été chargé de prospecter le pétrole en mer Méditerranée. Il est capable d'effectuer des relevés géophysiques et des échantillonnages 3D au fond de la mer à une profondeur allant jusqu'à 20 000 m[réf. souhaitée]. Le navire dispose d'un véhicule sous-marin téléguidé (ROV), qui peut effectuer des observations et des échantillonnages à une profondeur allant jusqu'à 1 500 m. Un équipement supplémentaire permet l'étude du courant marin et l'analyse des propriétés physiques, chimiques et biologiques à l'aide d'un dispositif CTD pour la conductivité, la température et la profondeur. Le navire dispose d'une hélisurface d'une capacité de 12 tonnes pour un hélicoptère adapté à l'atterrissage et au décollage de jour comme de nuit.

## Controverses
Le 13 août 2020, le président turc Recep Tayyip Erdoğan a annoncé que toute attaque contre Oruç Reis entraînerait un « prix élevé » et a rappelé que la Turquie avait déjà donné suite à cet avertissement. Cet incident est survenu à la suite de rapports non confirmés selon lesquels une frégate de la marine hellénique serait entrée en collision avec l'un des navires de la marine turque qui escortaient Oruç Reis, qui a repris les opérations de forage près de Kastellorizo le 10 août après avoir suspendu ses travaux en juillet.
De plus, le 8 novembre 2020, le gouvernement Grec annonce avoir découvert que le Oruç Reis serait affilié aux services secrets turcs pour une mission de renseignement dans les eaux territoriales grecques.